# ضريح الإمبراطور الأول تشين

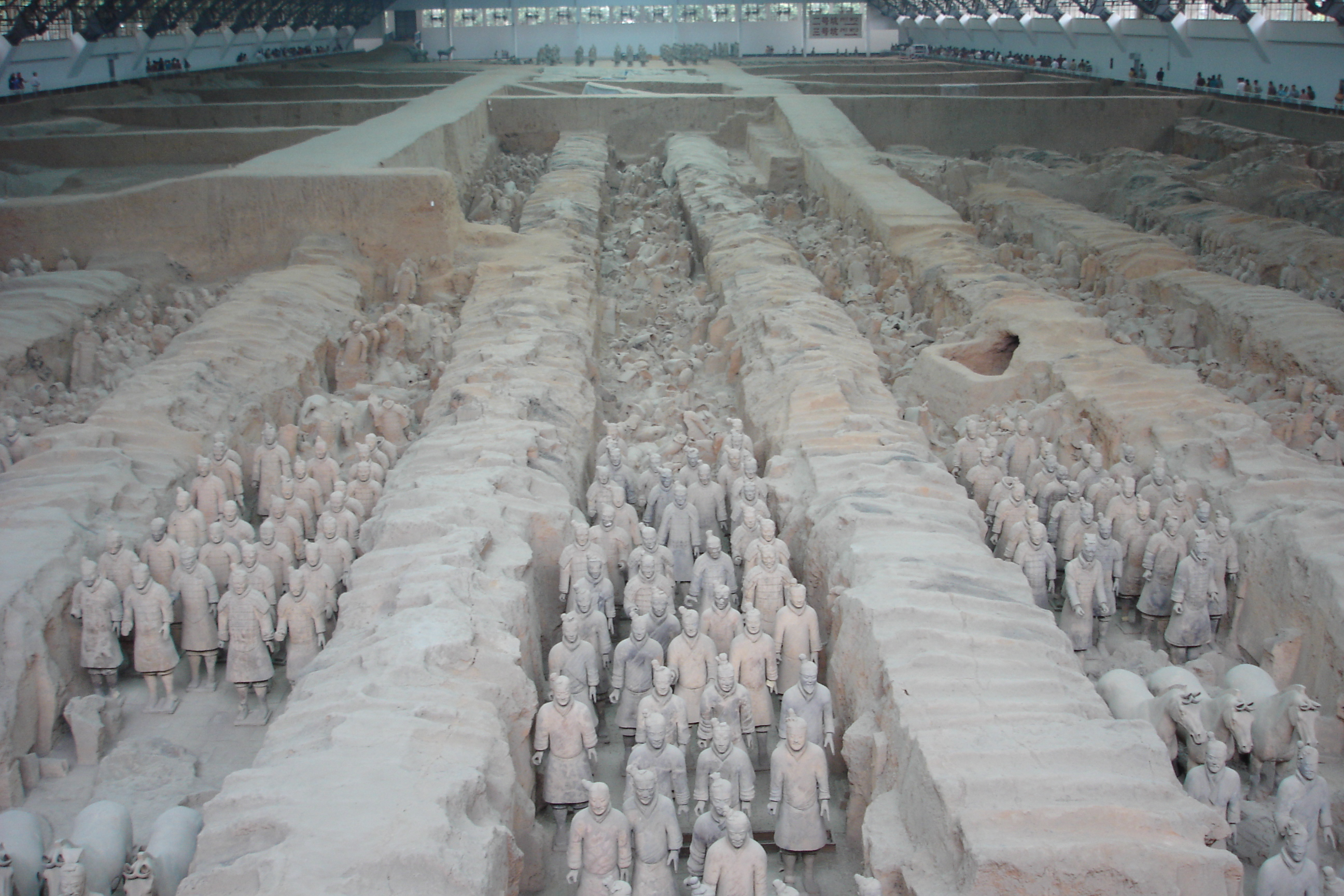
الضريح

ضريح الإمبراطور الأول كين أو ما يعرف باسم جيش الطين أو جيش التيراكوتا (بالإنجليزية: Terracotta Army)‏ كذلك يطلق عليه جيش الأرض المطهية هو قبر الإمبراطور تشين شي هوانج في العام 209-210 قبل الميلاد.
في مدينة زيان Xian (أو شيان) شمال غرب الصين، في عام 246 قبل الميلاد، حين أمر إمبراطور الصين الأول كين شين هوانج ببناء هذا الجيش ليتم دفنه معه عندما يموت، وأمر حينها كين بأن لا يكون هناك جنديين مُتشابهين في هذا الجيش بأكمله، وهذا ما تم بالفعل ببراعة مثيرة للدهشة.

## البناء
حيث شارك ما يقارب 700,000 شخص لبناء آلاف التماثل الطينية غير متشابهة بملامح دقيقة لدرجة مدهشة، ووضعها في أفران تصل درجة حرارتها لألف درجة مئوية، ثم تركها لتبرد وتلوينها وتزيينها! وكان الهدف منه هو مساعدة الإمبراطور في بناء إمبراطورية في الآخرة كما يعتقد البعض، أو لحمايته في الأخرة.

## الاكتشاف
تم اكتشاف المقبرة عن طريق المصادفة عام 1974 م من قبل المزارعين المحليين عندما كانوا يحفرون بئر ماء بالقرب من شيان بمقاطعة شنشي،

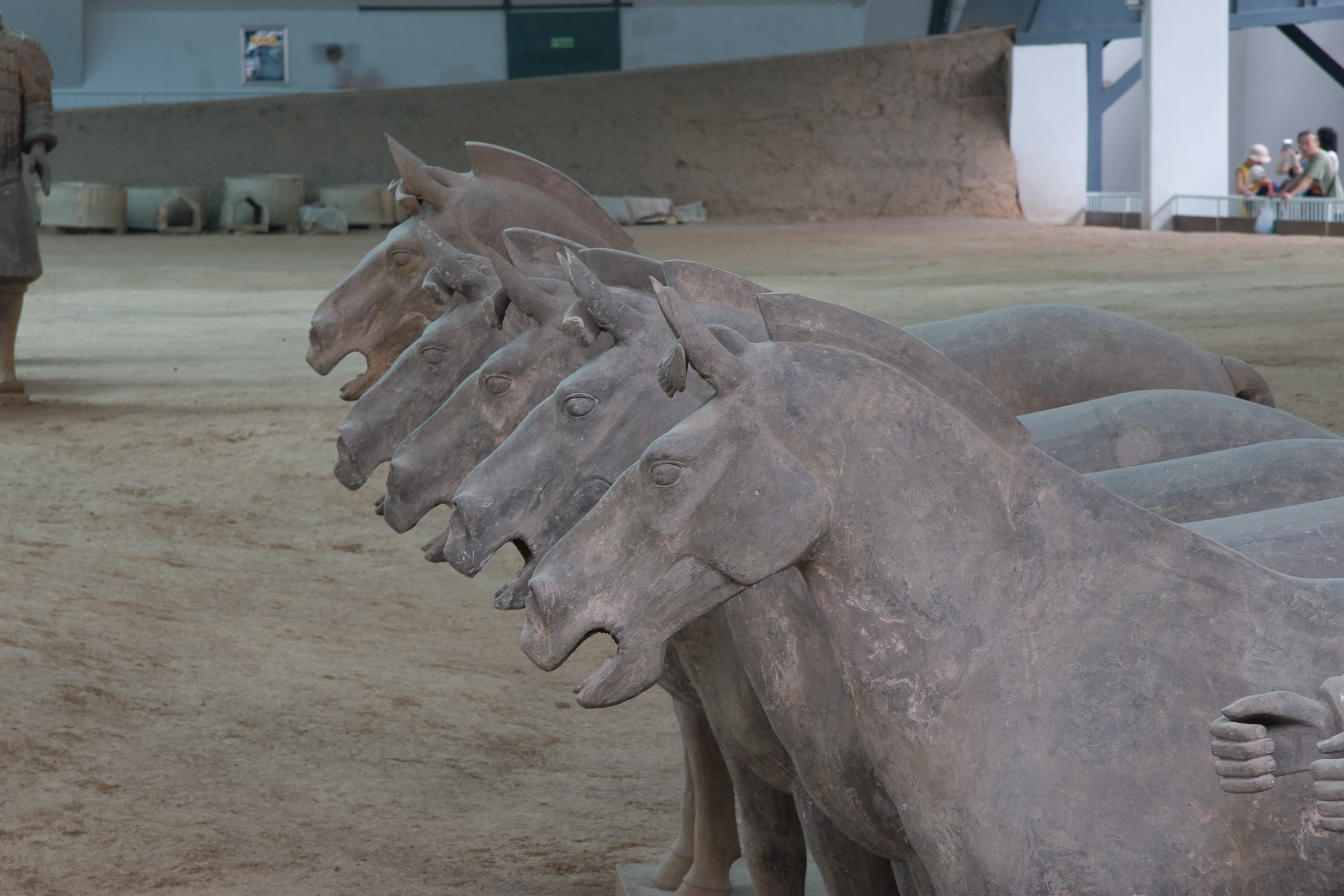
خيول الطين

تم اكتشاف ثلاث حُفر حتى الآن، وتضم هذه الحفر ما يقارب الـ8,000 مُقاتل مع إداريين وموسيقيين، و 130 عربة بـ520 حصان، بجانب 150 حصان للفرسان، ويتوقع الخبراء أن هناك العديد من الحفر التي تحوي المزيد من جنود التيراكوتا ولم تُكتشف بعد.
قال المؤرخ الصيني الكبير سيما كيان في كتابه الشهير شيجي أن الإمبراطور الأول للصين دُفن مع قصور وجنود وإداريين وموسيقيين وأواني فخارية قيمة، والعديد من الأشياء المدهشة وسط 100 نهر مُطعّم بالزئبق، وقد اكتشف العلماء بالفعل وجود نسب كبيرة من الزئبق في تربة المنطقة المحيطة بالضريح، مما أعطى مصداقية لكلام المؤرخ الصيني سيما كيان.
هذا ولم يكتشف العلماء أجزاء كبيرة من هذا المكان بعد مثل الهرم الترابي الذي يبلغ ارتفاعه 76 متر، بمساحة 350 متر مربع لأنه يخشون أن يقوموا بتدميره عند محاولة اكتشاف ما يحتويه.

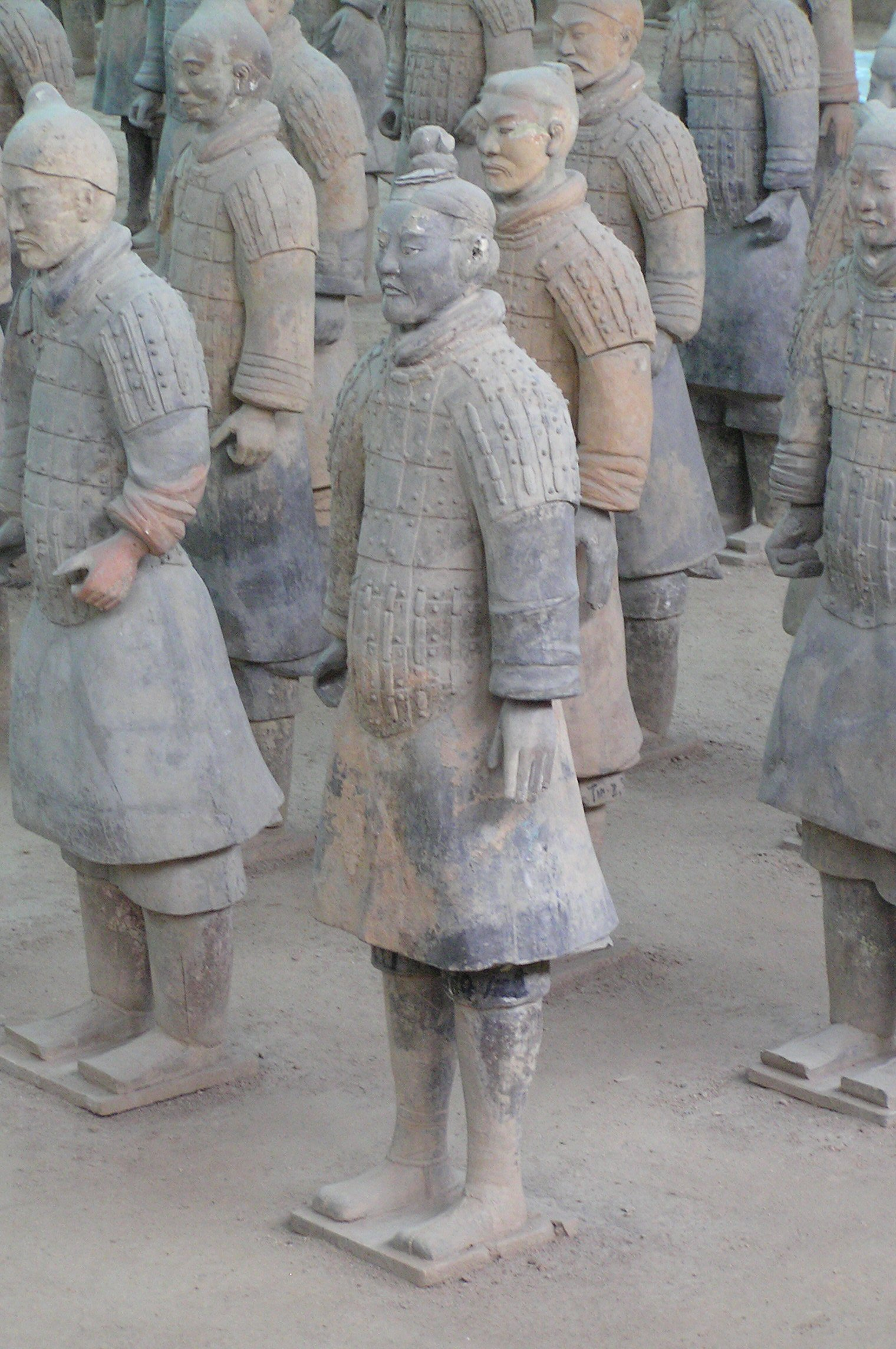
مجموعة من المحاربين
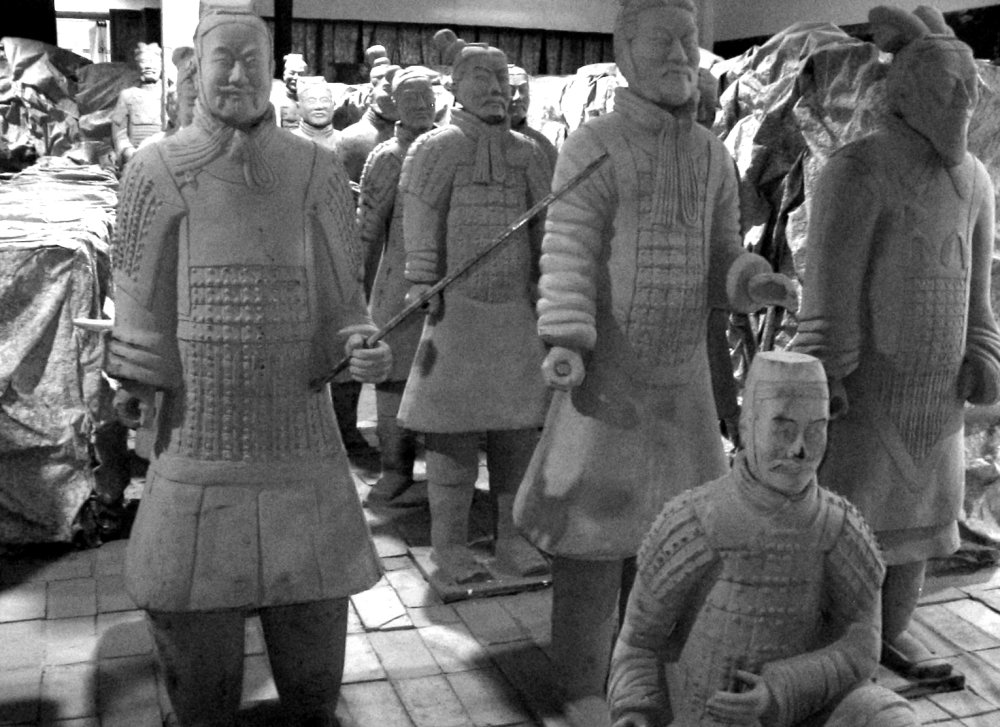
لا يوجد جنديان متشابهين

## انظر ايضاً
- قائمة مواقع التراث العالمي في الصين